# گلن ماگنوسون
گلن ماگنوسون (انگلیسی: Glenn Magnusson؛ زادهٔ ۵ ژوئیهٔ ۱۹۶۹) دوچرخه‌سوار اهل سوئد است.